# Powiat horodecki
Powiat lub ujezd horodecki (ros. Городокский уезд) –  dawny powiat guberni pskowskiej, połockiej, namiestnictwa połockiego, guberni białoruskiej i ostatecznie witebskiej, istniejący w latach 1772–1923 Stolicą powiatu było miasto Horodek. 

## Podział administracyjny
W 1913 r. powiat dzielił się na miasto Horodek i 21 włości:
- bieskatowska,
- bolecka,
- ciosniańska (centrum Słoboda),
- chołomierska,
- dąbinińska (centrum Ponażеwka),
- dąbokrajska,
- gorkowska,
- kozjańska,
- miszniewicka  (centrum Miszniewicze),
- obolska,
- potaszeńska,
- rudniańska (centrum Żukowo),
- sieliska,
- starzyńska (centrum Askеrino),
- stajkowska,
- wierecka,
- wirowlańska,
- władymirska (centrum Diudźki),
- wojchańska,
- wyszedska (centrum Dąbrowo),
- zajkowska.

## Historia
Powiat horodecki został utworzony w ramach guberni pskowskiej po I rozbiorze Rzeczypospolitej w 1772 r. W 1776 r. znalazł się w granicach administracyjnych guberni połockiej (od 1778 - namiestnictwa połockiego), a następnie w 1796 r. wszedł w obręb guberni białoruskiej. Od 1802 r. do końca swojego istnienia znajdował się w składzie guberni witebskiej. W 1923 r. został zniesiony.

## Demografia
Wg spisu ludności z 1897 r. w powiecie mieszkało 112 tys. ludzi, w tym 83,6% stanowili Białorusini, 10,7% - Rosjanie, 4,7% - Żydzi. Stołeczny Horodek liczył 5023 mieszkańców. 

## Wzmianka słownikowa z roku 1882
Powiat horodecki graniczy na północ z pow. newelskim, na wschód z wieliskim, na południe z witebskim i na zachód z połockim; przestrzeni pow. horodecki ma 3 159 wiorst kwadr. czyli dzies. 329 083, z tej liczby 102 095 dzies. należą do obywateli ziemskich, 66 414 dzies. zajmują lasy rządowe, 8 229 dzies. jeziora, do włościan należy 148 000 dzies., resztę stanowią błota i nieużytki. 
Ludność powiatu horodeckiego w 1867 r. wynosiła płci męs. 23 533, żeńs. 24 624, w tej liczbie wyznania prawosł. męż. 22 826, kobiet 23 903, katolików męż. 79, kobiet 84, roskolników rozmaitych sekt męż. 285, kobiet 286, (...)

## Współczesna przynależność administracyjna
Na terenie powiatu horodeckiego dziś leżą następujące rejony obwodu witebskiego:
- horodecki,
- rossoński,
- szumiliński.